# Erannis luctuaria
Erannis luctuaria là một loài bướm đêm trong họ Geometridae.